# 電波吸収体

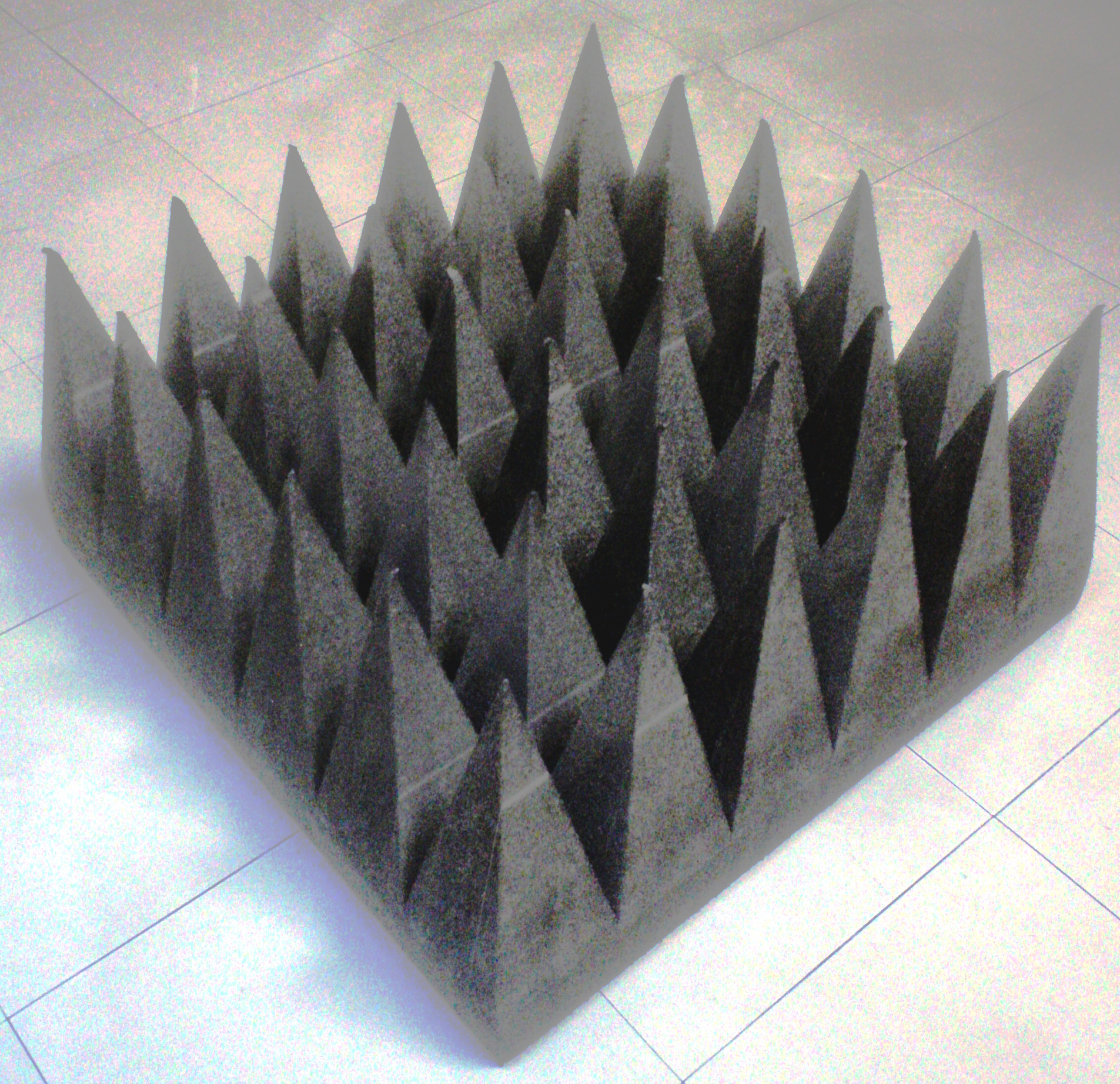
電波暗室の内壁に貼り付けられる発泡スチロール基材の四角錐形電波吸収体の一例。

電波吸収体または電波吸収材料（Radar absorbent material、RAM。以降、RAMと表記する）とは、電波を吸収し反射波を減らす物質である。主にステルス機などで、形状制御技術ではコントロールしきれなかった鋭角などに使用される。

## 性質別分類
RAMはその性質から、大きく3つに分かれる。

### 導電性電波吸収材料
材料内部の抵抗によって電波によって発生する電流を吸収するものである。導電性繊維の織物によって優れた電波吸収体が実用化されている。

### 誘電性電波吸収材料
分子の分極反応に起因する誘電損失を利用するが、誘電体単体では大きな損失は望めないので、カーボン粉などをゴム、発泡ウレタン、発泡ポリスチロールなどの誘電体に混合して見かけ上の誘電損失を大きくしたものが開発されている。

### 磁性電波吸収材料
磁性材料の磁気損失によって電波を吸収するものである。鉄、ニッケル、フェライトを使用して電波を吸収できるが、重くなるのが欠点である。

## 使用形態別分類

### 構造材型
構造材自身に電波吸収体の機能を持たせた、2つの機能を兼ね備えた部材を使用する技術であり、構造が単純で軽量化できるので実用化されつつある。

### 貼付型
外面に電波吸収体を貼り付ける形態であり、ゴムシート状のフェライトやカーボンが使用される。電波暗室では発泡スチロールが使われる。重量が増す。

### 塗装型
外面に電波吸収体を塗装する形態であり、厚さを一定にするのが困難なため対象周波数に対する精度が保てない点や、厚く塗る必要があることからはがれ易い点に問題がある。
電波吸収体は、電波特性、角度特性、偏波特性、付加特性（重量、耐熱性、耐候性、施工性、価格など）の特性が考慮される。カーボンマイクロコイル（CMC）を使用することで幅広い帯域に対する電波吸収が実現出来る。コイル径が1-10μm、長さは0.2-10mm程度で、ポリウレタンのような支持基材中に添加量が1wt%-1.5wt%が-15dB以上の最も効率的な吸収を示す。
また、EMファイバーと呼ばれる、ガラス繊維や合繊繊維中に吸収する波長の2倍の長さのステンレス繊維を分散させた電波吸収材がある。電波吸収体は、インピーダンスの異なるいくつかの層を重ねることで、入射電波を逃がさないようにできる。入射側は低インピーダンスとして、内部深くに電波が進むにつれてインピーダンスを高くし、電波の反射を抑えながら効果的に吸収・消滅させることが図れる。
誘電性の吸収材料を使用して{\displaystyle {\frac {\lambda }{4}}}の厚みを持たせると、誘電率{\displaystyle {\boldsymbol {\epsilon }}_{\gamma }}に対して{\displaystyle {\frac {\lambda }{\sqrt {4{\boldsymbol {\epsilon }}_{\gamma }}}}}に減らすことが出来る。

## 問題点
今のところRAMの塗装型は高価であるという点やメンテナンスに手間がかかるという点で問題がある。一部には、赤外線放射率が異なる塗装で各部を塗りわけ、赤外線映像として見た際に、航空機の形状として認識されづらいように配慮した機種もある。
現時点で実用化されたステルス航空機の機体色は、たいていがマットブラックかダークグレー系であるが、これは夜間運用時に効果的であると同時に、極端に高度を下げない限り日中でも比較的に目立たない色だから、そのように色を調合されただけであり、レーダー反射塗料そのものがダーク系カラーというわけではない。
なお航空機に高度なステルス性を持たせる場合、やはり機体をステルス性の高い形状にしなければならないが、航空機の場合、単純に「ステルス性に優れる形状」であれば良い訳では無く、同時に「良好な飛行が可能な形状」すなわち航空工学に基づいた形状も求められる。それらを両立する為に、設計には非常に複雑な計算を必要とする。また、開発・生産・維持のいずれの段階においても、高技術力と高コストの両方が要求される。特に維持は困難で、飛行中に水滴や埃が機体に付着したり、ビスの締めが甘く頭が少し表面から浮いただけでも、ステルス性は損なわれるといわれている（例えばB-2爆撃機の場合、一機あたりの価格が高いうえに、整備には専用の格納庫を必要とする。国外の基地へ展開する場合、専用格納庫も一緒に展開する必要がある。それらの影響だけが原因では無いが、総生産数は当初の予定を下回る21機にとどまっている）。したがって費用対効果も悪くなりがちである。その為、技術力が追いつかない、あまりコストを割けない等の理由で形状の工夫が出来ない場合は、RAMを使用する等して、少しでもステルス性の改善を求めることも多い。
艦船や車両では、運用上の理由（RAM塗料は劣化が早く長期間の野外活動に耐えられない、陸上兵器は少しでもカムフラージュを行えばレーダーには元々映りにくい等）から、高価なRAMは使用せず、外観の形状に配慮をする程度である。